# چخوف ۲۳۶۹
سیارک ۲۳۶۹ (به انگلیسی: 2369 Chekhov، نامگذاری:1976GC8) دو هزار و سیصد و شصت و نهمین سیارک کشف شده‌است که در ۴ آوریل ۱۹۷۶ کشف شد.
قدر مطلق سیارک برابر ۱۱٫۸۰ است.